# Nowowoznesenśke
Nowowoznesenśke (ukr. Нововознесенське) – wieś na Ukrainie, w obwodzie chersońskim, w rejonie berysławskim. W 2001 liczyła 622 mieszkańców.